# Joe Cocker!
Joe Cocker! är sångaren Joe Cockers andra studioalbum. Det lanserades i november 1969, bara månader efter hans debutalbum. Efter genombrottet med With a Little Help from My Friends spelade Cocker in tre till coverversioner av Beatles-låtar på det här albumet. En av dem "She Came in Through the Bathroom Window" släpptes som singel och blev topp 40-noterad i USA. I Storbritannien var det "Delta Lady" som gick bäst som singel.

## Låtlista
(kompositör inom parentes)
1. "Dear Landlord" (Bob Dylan) – 3:23
2. "Bird on the Wire" (Leonard Cohen) – 4:30
3. "Lawdy Miss Clawdy" (Lloyd Price) – 2:15
4. "She Came in Through the Bathroom Window" (John Lennon, Paul McCartney) – 2:37
5. "Hitchcock Railway" (Dunn) – 4:41
6. "That's Your Business Now" (Joe Cocker, Chris Stainton) – 2:56
7. "Something" (George Harrison) – 3:32
8. "Delta Lady" (Leon Russell) – 2:51
9. "Hello, Little Friend" (Leon Russell) – 3:52
10. "Darling Be Home Soon" (John Sebastian) – 4:49

## Listplaceringar
- Billboard 200, USA: #11[1]